# Stefano Fanucci
Stefano Fanucci (* 21. Januar 1979 in Rom) ist ein italienischer ehemaliger Fußballspieler auf der Position des Innenverteidigers.
Fanuccis Karriere begann vielversprechend mit einem Engagement beim AS Rom, jedoch kam er dort nicht zum Zuge. Er wechselte zu einem Serie-C-Verein, Teramo Calcio, wo er 22-mal spielte. Nach einem kurzen Intermezzo bei Savoia wechselte er zur AS Livorno, wo er nur noch als Reservespieler zum Einsatz kam. Im Sommer 2007 wechselte er zum AC Ancona, ein Jahr später folgte mit dem Transfer zur AC Arezzo der nächste Vereinswechsel. Nach Auslaufen seines Vertrags bei Arezzo unterzeichnete der Abwehrspieler beim Drittligisten Cosenza Calcio.